# Lanthan(III) carbonat
Lanthan cacbonat, có công thức hoá học là La2(CO3)3, là muối được tạo thành bởi cation lanthan (III) và anion cacbonat. Nó là một quặng của kim loại lanthan, cùng với monazite.

## Ứng dụng hóa học
Lanthan cacbonat được sử dụng làm vật liệu ban đầu trong hóa học lanthanum, đặc biệt trong việc tạo ra các oxit hỗn hợp, ví dụ
Để sản xuất lanthan stronti manganit, chủ yếu cho các ứng dụng pin nhiên liệu oxit rắn;
Để sản xuất một số chất siêu dẫn nhiệt độ cao như La2-xSrxCuO2.

## Ứng dụng y tế
Lanthan cacbonat được sử dụng trong y học như một chất kết dính phosphat. Là một loại thuốc, nó được bán dưới tên Fosrenol bởi công ty dược phẩm Shire Pharmaceuticals. Do kích thước lớn (viên 1000 mg có đường kính 2,2 cm), có thể bị tắc nghẽn trên máy tính bảng nếu không nhai. Nó được chỉ định để điều trị chứng tăng phosphat máu, chủ yếu ở bệnh nhân bị bệnh thận mãn tính. Nó được dùng với các bữa ăn và liên kết với phosphate ăn kiêng, ngăn chặn phosphate bị hấp thu bởi ruột. Đối với những con mèo bị chứng tăng phosphate máu, nhãn hiệu Renalzin của Bayer Animal Health đã có sẵn.
Tuy nhiên, khi sử dụng lanthan cacbonat để điều trị chứng tăng phosphat máu, cần phải theo dõi lâm sàng các tác dụng phụ của nó, như đau cơ, co cứng cơ và phù ngoại vi.

## Các ứng dụng khác
Lanthan cacbonat cũng được sử dụng để nhuộm thủy tinh, để xử lý nước, và như một chất xúc tác cho sự nứt của hydrocarbon.